# Песен за Хайауата
„Песен за Хайауата“ (на английски: The Song of Hiawatha) е епична поема на американския поет Хенри Уадсуорт Лонгфелоу, публикувана през 1855 година.
Сюжетът е повлиян от индианския фолклор и описва историята на Хайауата, воин от народа оджибве, и трагичната му любов към жена от друго племе. Издадена в Бостън на 10 ноември 1855 година, поемата придобива широка известност и е сочена за едно от емблематичните произведения на американската литература от епохата, наред с „Алената буква“ на Натаниел Хоторн.
„Песен за Хайауата“ е издавана на български през 1979 година в превод на Сидер Флорин и през 2005 година в превод на Любен Прангов.